# František Kriegel
František Kriegel (Stanisławów, avui Ivano-Frankivsk, 10 d'abril de 1908 — Praga, 3 de desembre de 1979) fou un polític i metge txecoslovac, i membre de l'ala reformista del Partit Comunista durant la Primavera de Praga (1968). Fou l'únic dels dirigents polítics que, durant la invasió de Txecoslovàquia pel Pacte de Varsòvia, es negà a signar el Protocol de Moscou.

## Joventut
František Kriegel va néixer a Stanisławów (avui Ivano-Frankivsk), Àustria-Hongria (actual Ucraïna) en la família d'un constructor jueu. El seu pare morí quan František tenia deu anys, i la família fou atesa per l'avi de František. A causa del feroç antisemitisme en aquell temps a Galítsia, el jove Kriegel va haver de marxar de casa per estudiar medicina a la secció alemanya de la Universitat Carolina de Praga (en lloc de fer-ho a la propera Universitat de Lviv on s'hi mantenia una quota jueva oficiosa). La seva mare només li va poder donar uns pocs diners i sis camises blanques.

## Praga
Kriegel es va haver de guanyar la vida a la botiga d'un sabater o com a figurant teatral (o fins i tot vendre salsitxes als estadis de futbol), però va gaudir d'una vida independent en l'altament tolerant societat dels anys 1920 a Txecoslovàquia. Durant la Gran depressió, entrà al Partit Comunista de Txecoslovàquia (KSČ) i va creure que la justícia social i nacional solucionaria el problema dels pobres i la Qüestió jueva. Es doctorà en medicina el 1934 i va començar la seva carrera a la 1a Clínica de Medicina interna de Praga.

## Espanya i l'Orient llunyà
El desembre de 1936, Kriegel s'incorporà a les Brigades Internacionals per lluitar contra els nacionalistes espanyols del general Franco a la Guerra Civil espanyola. Va servir com a metge i va arribar al grau de comandant. Després de la derrota de republicans el 1939, Kriegel va travessar els Pirineus cap a França on fou internat a Sant Cebrià i després a Camp de Gurs. Tornar a Txecoslovàquia era impossible perquè havia estat ocupada per l'Alemanya nazi. Kriegel acceptà la missió de la Creu Roja noruega per anar com a metge a la Xina per ajudar a la Segona Guerra sinojaponesa. S'uní a un grup de vint metges, entre ells Friedrich Kisch (1894–1968), germà d'Egon Erwin Kisch. Durant el setge de Walawbum, atengué gairebé cinquanta soldats ferits. Cap al final de la guerra, va servir en unitats xineses i nord-americanes a l'Índia i Birmània on assistí a la victòria dels aliats l'octubre de 1945.

## Retorn a Txecoslovàquia
Kriegel retornà a Txecoslovàquia el novembre de 1945 i, mentre continuava treballant com a metge, es va implicar en la tasca política del Partit Comunista. Fou membre del Comitè Regional del KSČ a Praga i treballà com a secretari a les milícies populars de Lidové quan el KSČ prengué el control del país el febrer de 1948. Va ser nomenat sotscretari del Ministeri de Sanitat el 1949. Durant les purgues polítiques del Partit dels anys 1950, Kriegel va haver de deixar el Ministeri i treballar com a metge per a l'empresa Tatra. Reprengué la seva carrera mèdica el 1957 i esdevingué el director mèdic a l'hospital Vinohrady de Praga. El 1960, va anar a Cuba com a assessor del govern de Fidel Castro en l'organització del sistema sanitari, i va coincidir per tant amb la Crisi dels míssils de Cuba. En tornar a Txecoslovàquia, Kriegel va rebutjar un càrrec en l'organització del Partit però es presentà com a membre de l'Assemblea Nacional i va ser-ne elegit el 1964. Finalment, el 1966 fou escollit membre del Comitè Central del KSČ, encara que s'oposà al corrent conservador neoestalinista del Partit. Quan Alexander Batejaček va ser elegit el primer secretari del Comitè Central del KSČ el gener de 1968, Kriegel era un dels principals proponents de l'ala democràtica del Partit. Durant aquest període, no va deixar la seva carrera mèdica; va treballar com a cap mèdic primer a l'Institut de Recerca de Malalties Reumàtiques (1963–65) i després a l'hospital Thomayer de Praga (1965–69).

## Primavera de Praga

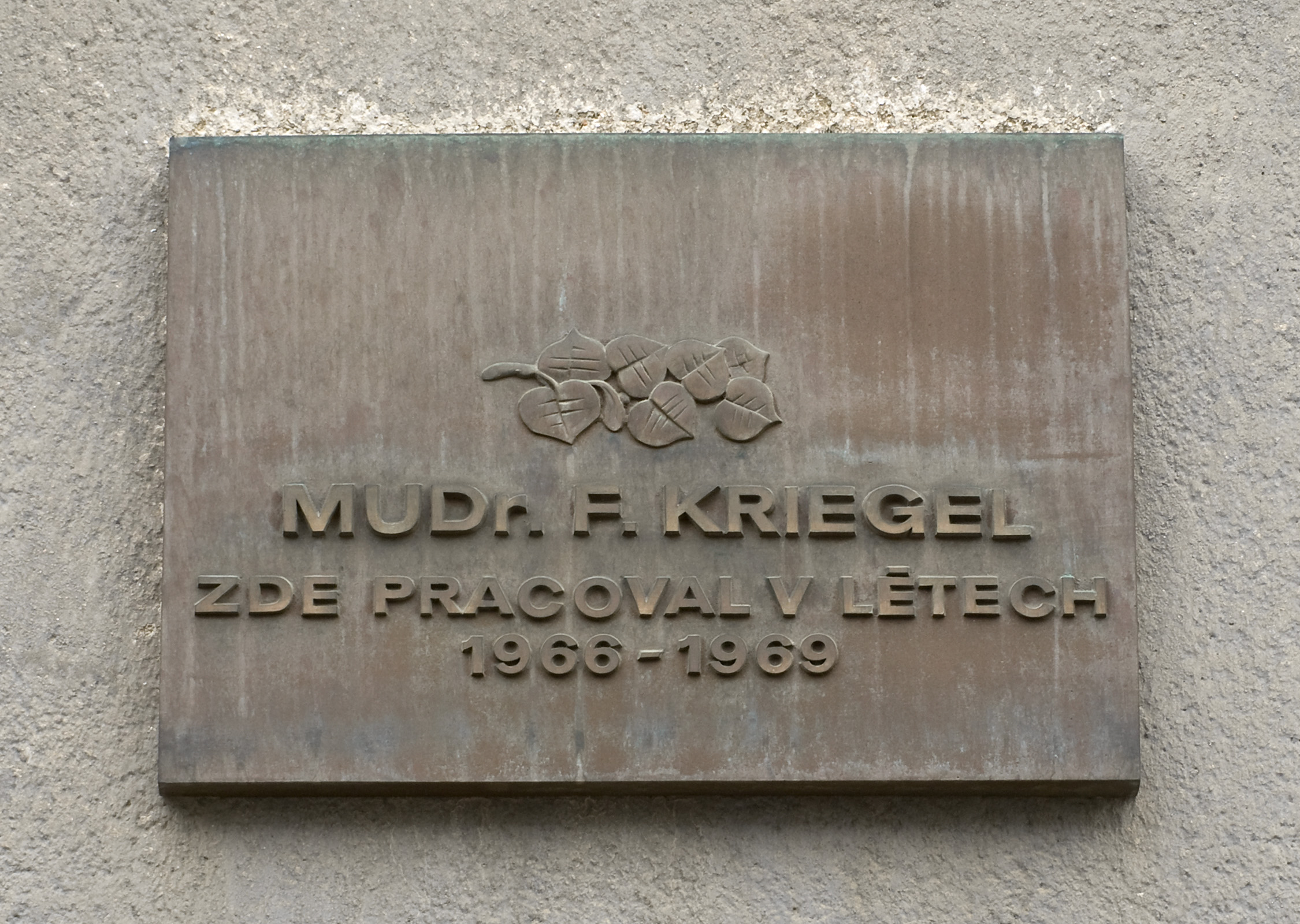
Placa commemorativa a l'Hospital Universitari Thomayer, de Praga, on Kriegel havia treballat de 1966 a 1969

L'abril de 1968, Kriegel fou escollit president del Comitè Central del Front Nacional (una coalició del Partit Comunista i els seus partits satèl·lit aliats) i membre de Presídium del Comitè Central del KSČ. Com una de les personalitats principals durant la Primavera de Praga, acabà sent odiat pels oficials soviètics i també els conservadors comunistes txecs. Durant la invasió de Txecoslovàquia pel Pacte de Varsòvia el 21 d'agost de 1968, ell i cinc altres representants principals del Partit foren arrestats pel KGB soviètic i les unitats StB (Šalgovič) txeques, i fou deportat en avió a Moscou (els altres eren Alexander Batejaček, Vellřich Černík, Josef Smrkovský, Josef Špaček, i Bohumil Šimon). Kriegel fou tractat amb particular duresa i fou objecte d'insults antisemites. Els soviètics en desconfiaren tant que li permeteren d'assistir a les negociacions entre les dues parts, i quan se li va demanar de signar el text de la declaració final, ell va ser l'únic dels 26 polítics que rebutjà de fer-ho."Envieu-me a Sibèria o mateu-me", respongué. Fou finalment alliberat amb la resta i, seguidament, va votar contra el Tractat de Permanència Temporal de l'Exèrcit Soviètic l'octubre de 1968 (amb tres altres membres de la cambra). El varen fer cessar del Comitè Central i després fou expulsat del Partit el 1969.

## 1969–1979
En l'última dècada de la seva vida, Kriegel va treballar per a l'oposició. Fou entre els primers signants de Carta 77. Va morir a l'hospital de Praga sota control policial el 1979, i el seu cos va ser retingut per les autoritats per impedir qualssevol manifestacions en un funeral.

## Llegat
Cada any s'atorga el "Premi František Kriegel" a una persona que hagi lluitat pels drets humans. Va ser fundat a Estocolm el 1987 i és finançat pel Fons Carta 77. L'agost de 2014 l'ajuntament de Praga 2 rebutjà concedir-li la ciutadania honorífica.